# Gran Premi d'Alemanya de motociclisme de 1987
El Gran Premi d'Alemanya de motociclisme de 1987 fou la tercera cursa de la temporada 1987 de motociclisme. La cursa es disputà al Circuit de Hockenheim (Alemanya) el dia 17 de maig de 1987.

## 500 cc
| Pos | Pilot               | Moto   | Temps/Retirat | Punts |
| --- | ------------------- | ------ | ------------- | ----- |
| 1   | Eddie Lawson        | Yamaha | 40'21.640     | 15    |
| 2   | Randy Mamola        | Yamaha | +13.350       | 12    |
| 3   | Ron Haslam          | Honda  | +13.900       | 10    |
| 4   | Tadahiko Taira      | Yamaha | +20.590       | 8     |
| 5   | Rob McElnea         | Yamaha | +29.140       | 6     |
| 6   | Pierfrancesco Chili | Honda  | +45.790       | 5     |
| 7   | Niall Mackenzie     | Honda  | +46.090       | 4     |
| 8   | Roger Burnett       | Honda  | +54.760       | 3     |
| 9   | Gustav Reiner       | Honda  | +55.220       | 2     |
| 10  | Wayne Gardner       | Honda  | +1:15.720     | 1     |
| 11  | Bruno Kneubühler    | Honda  | +1 volta      |       |
| 12  | Didier de Radiguès  | Cagiva | +1 volta      |       |
| 13  | Richard Scott       | Honda  | +1 volta      |       |
| 14  | Fabio Biliotti      | Honda  | +1 volta      |       |
| 15  | Donnie McLeod       | Suzuki | +1 volta      |       |
| 16  | Fabio Barchitta     | Honda  | +1 volta      |       |
| 17  | Marco Papa          | Honda  | +1 volta      |       |
| 18  | Daniel Amatriain    | Honda  | +1 volta      |       |
| 19  | Simon Buckmaster    | Honda  | +1 volta      |       |
| 20  | Gerold Fisher       | Honda  | +1 volta      |       |
| 21  | Maarten Duyzers     | Honda  | +1 volta      |       |
| 22  | Steve Manley        | Honda  | +1 volta      |       |
| 23  | Helmut Schutz       | Honda  | +1 volta      |       |
| Ret | Christian Sarron    | Honda  | Retirat       |       |